# 9212 Kanamaru
A 9212 Kanamaru (ideiglenes jelöléssel 1995 UR3) a Naprendszer kisbolygóövében található aszteroida. Kobajasi Takao fedezte fel 1995. október 20-án.